# Episodi di Quattro dinamici fratelli (prima stagione)
La prima stagione della serie televisiva Quattro dinamici fratelli è stata trasmessa in anteprima nel Regno Unito dalla Independent Television tra il 30 maggio 1973 e il 5 settembre 1973.
| nº | Titolo originale          | Titolo italiano | Prima TV UK      | Prima TV Italia |
| -- | ------------------------- | --------------- | ---------------- | --------------- |
| 1  | The Gathercole Bunch      |                 | 30 maggio 1973   |                 |
| 2  | The Morning After         |                 | 6 giugno 1973    |                 |
| 3  | The Final Demand          |                 | 13 giugno 1973   |                 |
| 4  | The One-Eyed Monster      |                 | 20 giugno 1973   |                 |
| 5  | The Truant                |                 | 27 giugno 1973   |                 |
| 6  | The Burglar               |                 | 4 luglio 1973    |                 |
| 7  | Food for Thought          |                 | 11 luglio 1973   |                 |
| 8  | The Dancing Gathercoles   |                 | 18 luglio 1973   |                 |
| 9  | The Gambler               |                 | 25 luglio 1973   |                 |
| 10 | The New Neighbour         |                 | 1º agosto 1973   |                 |
| 11 | The Meeting               |                 | 8 agosto 1973    |                 |
| 12 | The Cleaner               |                 | 15 agosto 1973   |                 |
| 13 | Binny's Novel             |                 | 22 agosto 1973   |                 |
| 14 | Mr Grubb Comes Home       |                 | 29 agosto 1973   |                 |
| 15 | All's Well That Ends Well |                 | 5 settembre 1973 |                 |